# Bom Jesus do Sul
Bom Jesus do Sul é um município brasileiro do estado do Paraná. Sua população estimada em 2005 era de 3.870 habitantes.

## História
O primeiro morador de Bom Jesus do Sul foi o senhor Fermino Leal, que chegou e firmou morada no início do ano de 1914, dando origem ao primeiro nome do lugar, o qual passou a se chamar "Fermino". A partir de 1919, chegaram ao local mais algumas famílias, como a do senhor Galdino da Silva. O segundo nome atribuído ao lugarejo foi "Passo do Fermino".
Em 1928 vieram as famílias Mazzocatto, Santin, Panassolo, Dalla Nora, Colla, Farias, Maran, Fortes, Machado, Marques e muitas outras, oriundas, em sua grande maioria, do Rio Grande do Sul. O lugarejo foi rebatizado, passando a se chamar "Lajeado Fermino". A primeira ação de evangelização missionária ocorreu em 1936, quando os missionários trouxeram consigo uma imagem de São Bom Jesus, daí surgindo o quarto nome, "São Bom Jesus". 
Na década de 50 passou a ser distrito de Barracão, adotando, através da lei municipal 13/55, seu quinto nome, "Bom Jesus do Barracão". Sentindo a necessidade de mudanças, em março de 1995 teve inicio o movimento pela emancipação político administrativa de Bom Jesus do Barracão, ocorrendo, em 03/12/1995, o plebiscito de votação direta, oficializando-se o Município no dia 21/12/1995, com o nome de "Bom Jesus do Sul". Em 03/10/1996 os bonjesuenses foram às urnas, elegendo os primeiros representantes do Executivo e do Legislativo do novo Município.
Desde então, muitas conquistas e transformações ocorreram, em todos os segmentos. Além de ser destaque nos setores de saúde, assistência social, infraestrutura urbana e rodoviário, em 2010 foi implantado no Município o sistema de ensino fundamental em tempo integral, onde as crianças estudam e realizam suas atividades em salas de aula climatizadas, sob a orientação de profissionais altamente qualificados. 

Ainda em 2010, Bom Jesus do Sul foi declarado Território Livre do Analfabetismo, com o índice de 0,43%, a menor taxa do Estado e do País. Bom Jesus do Sul possui uma área de 161.2 Km² e sua população é de aproximadamente 3.796 habitantes (IBGE 2010). Com sua economia baseada na agricultura, o Município possui a primeira Casa Familiar Rural do Sul do Brasil. Bom Jesus do Sul se caracteriza como sendo um Município em franco desenvolvimento, possuindo um povo ordeiro e feliz, lugar onde se vive com excelente qualidade de vida.